# 卖鱼桥
30°17′50″N 120°08′31″E / 30.297092°N 120.141871°E卖鱼桥，旧称归锦桥，位于杭州市拱墅区湖墅街道湖墅南路北部，跨域余杭塘河，西接信义坊东首，东濒京杭大运河，桥长11.7米、宽40米。卖鱼桥在南宋时为鱼市所在，因此民间俗称卖鱼桥。清光绪《湖墅小志》称，明代成化年间的廷尉夏季爵品格高尚，被罢后衣锦还乡，湖墅的卖鱼桥也因此改称归锦桥，另有夏罢弄、罢归弄。民国十六年（1927）卖鱼桥由石拱桥改建成混凝土平板桥，1953年和1966年先后两次改建，最后在湖墅路拓宽后整体重建为今制。卖鱼桥地处湖墅中心，1960年杭州轮船码头迁至今天的武林门码头前一直是杭州水路运输的中心，因此也称为周边地区的代名词，而卖鱼桥社区的卖鱼桥小学也是杭州传统的名校之一。